# Leśniszki
Leśniszki (lit. Liesniškė) – kolonia na Litwie, w okręgu uciańskim, w rejonie ignalińskim, w gminie Dukszty.

## Historia
W XIX wieku zaścianek leżał w granicach Imperium Rosyjskiego.
W dwudziestoleciu międzywojennym zaścianek leżał w Polsce, w województwie nowogródzkim (od 1926 w województwie wileńskim), w powiecie brasławskim, w gminie Rymszany.
Według Powszechnego Spisu Ludności z 1921 roku zamieszkiwało tu 11 osób, wszystkie były wyznania rzymskokatolickiego. Jednocześnie 3 mieszkańców zadeklarowało polską przynależność narodową a 8 litewską. Były tu 2 budynki mieszkalne. W 1931 w 2 domach zamieszkiwało 11 osób.
Wierni należeli do parafii rzymskokatolickiej w Rymszanach. Miejscowość podlegała pod Sąd Grodzki w m. Turmont i Okręgowy w Wilnie; właściwy urząd pocztowy mieścił się w Rymszanach.